# جان ميشال بكري
جان ميشال بكري (بالفرنسية: Jean-Michel Pequery)‏ مواليد 30 مايو 1978 في ميلوز، هو لاعب كرة مضرب فرنسي سابق بدأ مسيرته كمحترف سنة 1998 وكان يلعب باليد اليمنى، اعتزل اللعب في 2007. أعلى تصنيف له في الفردي كان المركز الـ 180 في سنة 2004. أعلى تصنيف له في الزوجي كان المركز الـ 256 في سنة 2004.

## روابط خارجية
- جان ميشال بكري على موقع رابطة محترفي التنس (الإنجليزية)
- جان ميشال بكري على موقع الاتحاد الدولي لكرة المضرب (الإنجليزية)
- جان ميشال بكري على موقع خلاصة التنس.كوم (الإنجليزية)